# Tímea Babos
Tímea Babos (* 10. Mai 1993 in Sopron) ist eine ungarische Tennisspielerin und ehemalige Nr. 1 der Doppel-Weltrangliste. Neben ihren vier Grand-Slam-Titeln bei den Australian Open 2018, 2020 und den French Open 2019, French Open 2020 an der Seite von Kristina Mladenovic, gewann sie auch dreimal in Folge die WTA Tour Championships 2017, 2018 und 2019.

## Karriere
Babos, die im Alter von acht Jahren mit dem Tennissport begann, beschreibt sich selbst als aggressive Spielerin, die am besten auf Hartplatz zurechtkommt. Die exzellente Juniorenspielerin gewann 2010 die French Open, die Wimbledon Championships und die US Open im Doppel, jeweils mit Sloane Stephens und rückte bis auf Position zwei der Juniorinnen-Weltrangliste vor. Ihr größter Erfolg im Einzel war das Erreichen des Halbfinals beim Juniorinnenturnier von Wimbledon 2009.
Im selben Jahr sammelte sie erste Erfahrungen auf der ITF Women’s World Tennis Tour und gewann gleich bei ihrer zweiten Turnierteilnahme ihren ersten Profititel. 2010 debütierte Babos vor heimischer Kulisse in Budapest im Hauptfeld eines WTA-Turniers, nachdem sie von den Organisatoren eine Wildcard erhalten hatte, jedoch verlor sie zum Auftakt gegen Timea Bacsinszky. Im selben Jahr gewann sie bei den Olympischen Jugend-Sommerspielen in Singapur gemeinsam mit An-Sophie Mestach die Bronzemedaille im Doppel, nachdem sie sich im Spiel um Platz drei gegen Darija Gawrilowa und Julija Putinzewa aus Russland durchsetzen konnten. Im Einzelwettkampf verlor sie die Partie um den Bronzerang gegen Jana Čepelová und belegte Rang vier. Zurück auf der ITF-Tour, gelangen ihr in der zweiten Hälfte der Saison 2010 die ersten beiden Titel der $25.000-Kategorie, auf den 2011 zunächst zwei weitere folgten. Im selben Jahr konnte sie in Budapest, abermals mit einer Wildcard ausgestattet, gegen Anna-Giulia Remondina ihren ersten Sieg in der Hauptrunde eines WTA-Turniers verbuchen. Bei den US Open gab sie im Anschluss ihren Einstand in der Qualifikation eines Grand-Slam-Turniers, scheiterte aber bereits in der ersten Runde. Zum Saisonende gewann sie in Saguenay bei einem ITF-Turnier der $50.000-Kategorie ihren bis dahin größten Titel.
2012 gelang der Ungarin der Durchbruch auf der Damentour. Nachdem sie zunächst in Bogotá ihr erstes Halbfinale auf der WTA Tour gespielt hatte, stieß sie in der darauffolgenden Woche in Monterrey sogar bis ins Endspiel gegen Alexandra Cadanțu vor und gewann dort nach einem Zweisatzsieg ihren ersten WTA-Titel. Dadurch rückte sie sich in der Weltrangliste in die Top 100 vor und stand bei den French Open erstmals in der Hauptrunde. Ihr erster Sieg im Hauptfeld eines Grand-Slam-Turniers gelang ihr in Wimbledon mit einem Auftakterfolg über Melanie Oudin, bevor sie in der zweiten Runde erst in der Verlängerung des dritten Satzes von Nadja Petrowa geschlagen werden konnte. An der Seite von Hsieh Su-wei errang sie beim Rasenturnier von Birmingham ihren ersten WTA-Titel im Doppel. Bei den Olympischen Spielen in London erreichte sie im Einzel nach einem Sieg gegen Galina Woskobojewa die zweite Runde, in der sie Angelique Kerber unterlag. Die Saison schloss sie erstmals in den Top 100 der Weltrangliste ab.
2013 errang sie mit wechselnden Partnerinnen vier weitere WTA-Doppeltitel. So gewann sie an der Seite von Mandy Minella in Bogotá und Marrakesch, triumphierte gemeinsam mit Kimiko Date-Krumm in Monterrey und gewann zusammen mit Jaroslawa Schwedowa in Taschkent. Im Einzel schied sie bei allen vier Grand-Slam-Turnieren in der Auftaktrunde aus und erzielte auf der WTA Tour lediglich zwei Viertelfinals. 2014 war sie in Sydney mit Lucie Šafářová erstmals bei einem Turnier der Premier-Kategorie erfolgreich, im Anschluss gewann sie gemeinsam mit Chan Hao-ching den Titel in Kuala Lumpur. Zudem gelang ihr gemeinsam mit Kristina Mladenovic der erste Einzug in das Doppelfinale von Wimbledon, wo sich die beiden Sara Errani und Roberta Vinci geschlagen geben mussten. Im Einzel hingegen blieb sie auch in diesem Jahr in den Hauptfeldern von Grand-Slam-Turnieren sieglos und wich wieder vermehrt auf die ITF-Tour aus, wo sie in Gifu ein Turnier der $75.000-Kategorie und zum Saisonabschluss in Poitiers einen Titel der $100.000-Kategorie erringen konnte.
2015 folgten dann an der Seite der Französin die ersten großen Doppeltitel der Premier-5-Kategorie in Dubai und Rom. Dazwischen erreichte sie beim Marrakesch zum zweiten Mal das Endspiel eines WTA-Turniers im Einzel, unterlag dort aber Elina Switolina. Ende des Jahres gewann sie im Finale gegen Misaki Doi das Challenger-Turnier in Taipeh und schloss die Saison zum vierten Mal in Folge in den Top 100 der Weltrangliste ab. In der folgenden Saison gelang Babos zusammen mit Jaroslawa Schwedowa erneut der Einzug ins Doppelfinale von Wimbledon, doch wieder verlor sie, dieses Mal gegen Serena und Venus Williams. Während Babos in diesem Jahr im Doppel ohne Titel blieb, spielte sie im Einzel ihre konstanteste Saison. Neben zwei Halbfinalteilnahmen in Shenzhen und Rabat, kam sie in Miami erstmals ins Achtelfinale, in dem sie Angelique Kerber unterlag, und erreichte in Florianópolis ihr drittes Einzelfinale, das sie in drei Sätzen gegen Irina-Camelia Begu verlor. Bei den anschließenden Olympischen Spielen in Rio de Janeiro schied sie im Einzelwettbewerb in der Auftaktrunde gegen die spätere Bronzemedaillengewinnerin Petra Kvitová aus. Nach dem Erreichen des Viertelfinals beim Mandatory-Turnier in Cincinnati sowie der dritten Runde bei den US Open 2016 erzielte sie mit Position 25 ihre bislang beste Platzierung in der Tennisweltrangliste. Durch ihre Erfolge konnte sie sich zum Jahresende zum ersten Mal für die WTA Elite Trophy in Zhuhai qualifizieren, wo sie nach zwei Niederlagen gegen Timea Bacsinszky und Zhang Shuai jedoch bereits in der Gruppenphase scheiterte.
2017 fokussierte sie sich wieder stärker aufs Doppel und begann nach ihrem Erfolg zum Saisonauftakt an der Seite von Anastassija Pawljutschenkowa in Sydney eine längere Kollaboration mit der Tschechin Andrea Hlaváčková. Die beiden gewannen über das Jahr verteilt insgesamt vier Tour-Titel in Rabat, Québec, Taschkent sowie Moskau und erreichten das Viertelfinale bei den US Open, bevor sie ihre Zusammenarbeit mit dem Titel bei den WTA Championships 2017 in Singapur durch einen Endspielsieg über Kiki Bertens und Johanna Larsson krönten. Im Einzel konnte Babos zwar vor heimischem Publikum bei der ersten Auflage des Hallenturniers in Budapest gegen Lucie Šafářová ihren zweiten WTA-Titel gewinnen, doch beendete sie die Saison 2017 trotz zweier weiterer Finalteilnahmen in Québec und Taschkent, bei denen sie sich Alison Van Uytvanck sowie Kateryna Bondarenko geschlagen geben musste, im Einzel nach einer zwischenzeitlichen Serie von neun Niederlagen in Folge mit einer negativen Matchbilanz.

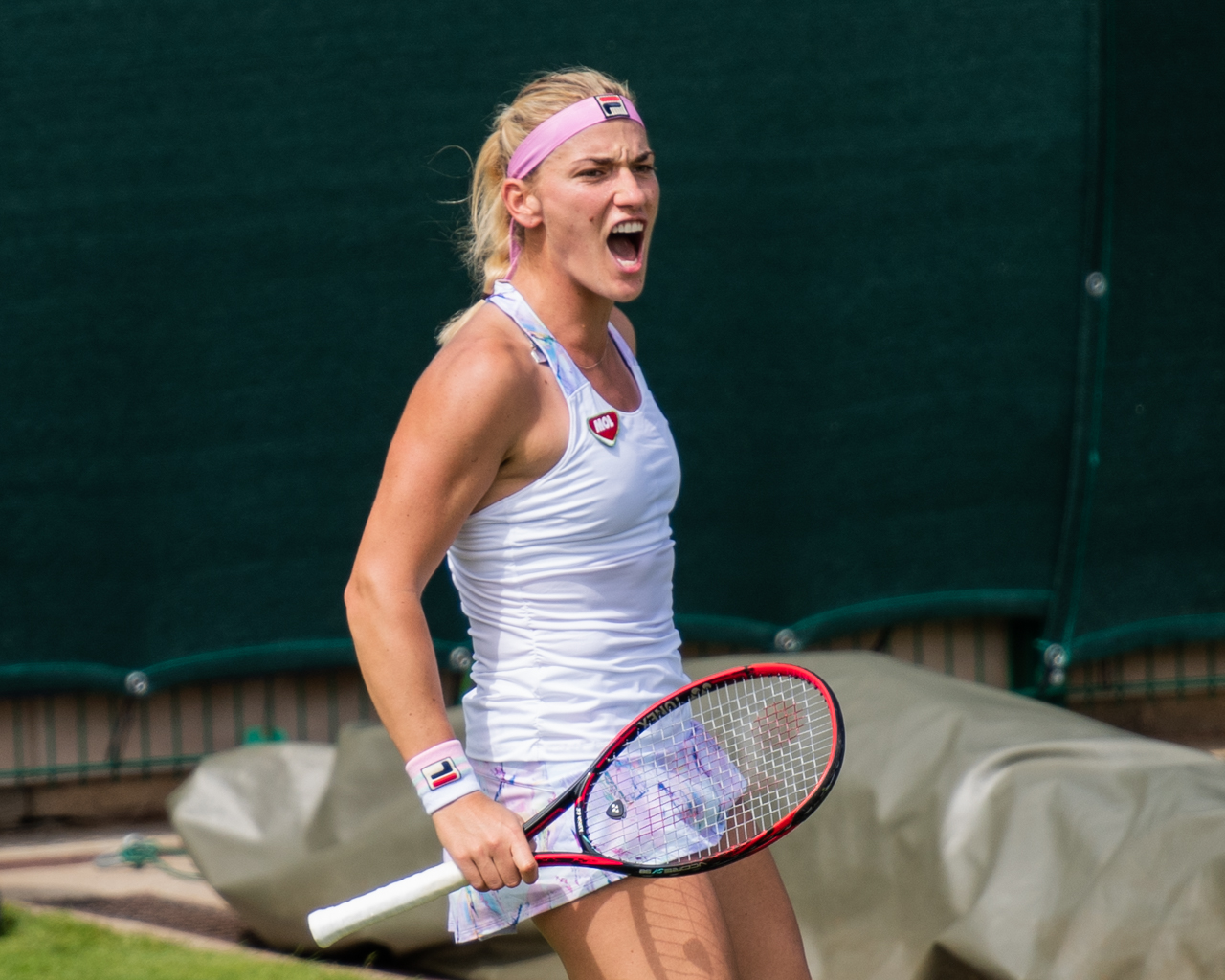
Tímea Babos (2018)

Für die Saison 2018 tat sie sich im Doppel wieder mit ihrer früheren Partnerin Kristina Mladenovic zusammen, an deren Seite sie nach einem Sieg im Endspiel gegen das russische Duo Jekaterina Makarowa und Jelena Wesnina ihren ersten Grand-Slam-Titel bei den Australian Open erringen konnte. Außerdem glückte ihr in der ersten Runde der Einzelkonkurrenz gegen Coco Vandeweghe der erste Erfolg gegen eine Top-10-Spielerin im Hauptfeld eines Damenturniers. Mit dem Erreichen des Viertelfinals von Wimbledon wurde sie am 16. Juli 2018 als 39. Spielerin und erste Ungarin überhaupt die Nr. 1 der WTA-Doppel-Weltrangliste und bekleidete diese Position, abgesehen von einer einwöchigen Unterbrechung, für 13 Wochen, bis zur Ablösung durch Barbora Krejčíková und Kateřina Siniaková, gegen die sie, nun mit ihrer Partnerin Mladenovic, im Finale der WTA Championships 2018 in Singapur ihren Titel erfolgreich verteidigen konnte. Im Endspiel der US Open mussten sich die beiden zuvor noch Ashleigh Barty und Coco Vandeweghe geschlagen geben. Daneben gelangen Babos auch im Einzel punktuell gute Ergebnisse. So errang sie in Taipeh bei ihrer insgesamt siebten Einzel-Finalteilnahme auf der WTA Tour nach einem Endspielsieg über Kateryna Koslowa den dritten Einzeltitelgewinn ihrer Karriere und stand anschließend zum zweiten Mal nach 2012 wieder im Finale von Monterrey, wo sie sich jedoch Garbiñe Muguruza geschlagen geben musste. Bei den vier Grand-Slam-Turnieren des Jahres, überstand sie lediglich in Melbourne die erste Runde, konnte die Saison aber trotzdem zum siebten Mal in Folge unter den besten 100 des Rankings überwintern.
Während Babos die Saison 2019 im Einzel zum ersten Mal seit 2011 nicht unter den besten 100 der Weltrangliste abschloss, konnte sie mit Mladenovic im Doppel weitere Erfolge verbuchen. So folgte nach der im Endspiel verpassten Titelverteidigung bei den Australian Open 2019 der erstmalige Triumph bei den French Open im Finale gegen das chinesische Duo Duan Yingying und Zheng Saisai. Außerdem wiederholten die beiden bei den WTA Championships 2019, die in dieser Saison erstmals in Shenzhen stattfanden, nach einem ungefährdeten Sieg gegen Hsieh Su-wei und Barbora Strýcová ihren Titel aus dem Vorjahr. Im Anschluss an die Partie wurden die beiden als WTA Doppel-Team des Jahres ausgezeichnet. Bei den Australian Open 2020 kam es im Finale zu einer Wiederauflage des Endspiels der WTA Championships, aus der Babos und Mladenovic abermals als klare Siegerinnen hervorgingen. Für Babos war es der dritte, für ihre Partnerin der vierte Grand-Slam-Titel im Doppel.
Im Fed Cup hat Babos seit ihrem Debüt 2011 beim 3:0-Erfolg gegen Lettland 29 Partien im Einzel und Doppel für die ungarische Fed-Cup-Mannschaft bestritten, von denen sie 20 gewinnen konnte (Einzelbilanz 11:6). Gemeinsam mit Réka Luca Jani bildet sie mit insgesamt fünf siegreichen Duellen das erfolgreichste Doppel der ungarischen Fed-Cup-Geschichte.

## Turniersiege

### Einzel
| Nr. | Datum             | Turnier             | Kategorie         | Belag             | Finalgegnerin         | Ergebnis        |
| --- | ----------------- | ------------------- | ----------------- | ----------------- | --------------------- | --------------- |
| 1.  | Mai 2009          | Edinburgh           | ITF $10.000       | Sand              | Naomi Broady          | 6:4, 63:7, 7:68 |
| 2.  | November 2009     | Sunderland          | ITF $10.000       | Hartplatz         | Matea Mezak           | 7:62, 6:4       |
| 3.  | Mai 2010          | Edinburgh           | ITF $10.000       | Sand              | Tara Moore            | 6:2, 6:2        |
| 4.  | Juli 2010         | Woking              | ITF $25.000       | Hartplatz         | Katie O’Brien         | 7:5, 6:4        |
| 5.  | Dezember 2010     | Bendigo             | ITF $25.000       | Hartplatz         | Eliza Kostowa         | 3:6, 6:3, 7:5   |
| 6.  | Juni 2011         | Astana              | ITF $25.000       | Hartplatz         | Tadeja Majerič        | 6:0, 6:2        |
| 7.  | Juli 2011         | Stuttgart-Vaihingen | ITF $25.000       | Sand              | Korina Perkovic       | 1:6, 6:2, 6:3   |
| 8.  | Oktober 2011      | Saguenay            | ITF $50.000       | Hartplatz         | Julia Boserup         | 7:67, 6:3       |
| 9.  | November 2011     | Helsinki            | ITF $25.000       | Hartplatz         | Jana Čepelová         | 6:3, 6:1        |
| 10. | 26. Februar 2012  | Monterrey           | WTA International | Hartplatz         | Alexandra Cadanțu     | 6:4, 6:4        |
| 11. | 11. Mai 2013      | Johannesburg        | ITF $50.000       | Hartplatz         | Chanel Simmonds       | 63:7, 6:3, 6:1  |
| 12. | 4. Mai 2014       | Gifu                | ITF $75.000       | Hartplatz         | Jekaterina Bytschkowa | 6:1, 6:2        |
| 13. | 26. Oktober 2014  | Poitiers            | ITF $100.000      | Hartplatz         | Océane Dodin          | 6:3, 4:6, 7:5   |
| 14. | 22. November 2015 | Taipeh              | WTA Challenger    | Teppich (Halle)   | Misaki Doi            | 7:5, 6:3        |
| 15. | 26. Februar 2017  | Budapest            | WTA International | Hartplatz (Halle) | Lucie Šafářová        | 64:7, 6:4, 6:3  |
| 16. | 4. Februar 2018   | Taipeh              | WTA International | Hartplatz (Halle) | Kateryna Koslowa      | 7:5, 6:1        |
| 17. | 9. April 2023     | Jackson             | ITF W25           | Sand              | Whitney Osuigwe       | 7:5, 7:5        |
| 18. | 23. April 2023    | Scharm asch-Schaich | ITF W25           | Hartplatz         | Marija Timofejewa     | 6:4, 6:1        |
| 19. | 7. Mai 2023       | Alaminos Larnaca    | ITF W25           | Sand              | Raluca Șerban         | 6:4, 5:7, 7:65  |

### Doppel
| Nr. | Datum              | Turnier                   | Kategorie              | Belag             | Partnerin                    | Finalgegnerin                          | Ergebnis          |
| --- | ------------------ | ------------------------- | ---------------------- | ----------------- | ---------------------------- | -------------------------------------- | ----------------- |
| 1.  | Mai 2009           | Bournemouth               | ITF $10.000            | Sand              | Stephanie Cornish            | Elixane Lechemia Alizé Lim             | kampflos          |
| 2.  | Juli 2010          | Woking                    | ITF $25.000            | Hartplatz         | Emma Laine                   | Jocelyn Rae Emelyn Starr               | 6:2, 6:2          |
| 3.  | November 2010      | Wellington                | ITF $25.000            | Hartplatz         | Tammi Patterson              | Jarmila Wolfe Jade Hopper              | 6:3, 6:2          |
| 4.  | November 2010      | Traralgon                 | ITF $25.000            | Hartplatz         | Melanie South                | Jarmila Wolfe Jade Hopper              | 6:3, 6:2          |
| 5.  | Dezember 2010      | Bendigo                   | ITF $25.000            | Hartplatz         | Melanie South                | Jarmila Wolfe Jade Hopper              | 6:3, 6:2          |
| 6.  | März 2011          | Irapuato                  | ITF $25.000            | Hartplatz         | Johanna Konta                | Macall Harkins Nicole Rottmann         | 6:3, 6:4          |
| 7.  | März 2011          | Bath                      | ITF $25.000            | Hartplatz         | Anne Kremer                  | Marta Domachowska Katarzyna Piter      | 7:65, 6:2         |
| 8.  | Juli 2011          | La Coruña                 | ITF $25.000            | Hartplatz         | Victoria Larrière            | Leticia Costas Inés Ferrer Suárez      | 7:5, 6:3          |
| 9.  | 23. Oktober 2011   | Saguenay                  | ITF $50.000            | Hartplatz         | Jessica Pegula               | Gabriela Dabrowski Marie-Ève Pelletier | 6:4, 6:3          |
| 10. | 17. Juli 2012      | Birmingham                | WTA International      | Rasen             | Hsieh Su-wei                 | Liezel Huber Lisa Raymond              | 7:5, 6:72, [10:8] |
| 11. | 23. Februar 2013   | Bogotá                    | WTA International      | Sand              | Mandy Minella                | Eva Birnerová Alexandra Panowa         | 6:4, 6:3          |
| 12. | 7. April 2013      | Monterrey                 | WTA International      | Hartplatz         | Kimiko Date-Krumm            | Eva Birnerová Tamarine Tanasugarn      | 6:1, 6:4          |
| 13. | 28. April 2013     | Marrakesch                | WTA International      | Sand              | Mandy Minella                | Petra Martić Kristina Mladenovic       | 6:3, 6:1          |
| 14. | 10. August 2013    | Suzhou                    | WTA Challenger         | Hartplatz         | Michaëlla Krajicek           | Han Xinyun Eri Hozumi                  | 6:2, 6:2          |
| 15. | 14. September 2013 | Taschkent                 | WTA International      | Hartplatz         | Jaroslawa Schwedowa          | Wolha Hawarzowa Mandy Minella          | 6:3, 6:3          |
| 16. | 10. Januar 2014    | Sydney                    | WTA Premier            | Hartplatz         | Lucie Šafářová               | Sara Errani Roberta Vinci              | 7:5, 3:6, [10:7]  |
| 17. | 20. April 2014     | Kuala Lumpur              | WTA International      | Hartplatz         | Chan Hao-ching               | Chan Yung-jan Zheng Saisai             | 6:3, 6:4          |
| 18. | 21. Februar 2015   | Dubai                     | WTA Premier 5          | Hartplatz         | Kristina Mladenovic          | Garbiñe Muguruza Carla Suárez Navarro  | 6:3, 6:2          |
| 19. | 1. Mai 2015        | Marrakesch                | WTA International      | Sand              | Kristina Mladenovic          | Laura Siegemund Maryna Zanevska        | 6:1, 7:65         |
| 20. | 17. Mai 2015       | Rom                       | WTA Premier 5          | Sand              | Kristina Mladenovic          | Martina Hingis Sania Mirza             | 6:4, 6:3          |
| 21. | 13. Januar 2017    | Sydney                    | WTA Premier            | Hartplatz         | Anastassija Pawljutschenkowa | Sania Mirza Barbora Strýcová           | 6:4, 6:4          |
| 22. | 5. Mai 2017        | Rabat                     | WTA International      | Sand              | Andrea Hlaváčková            | Nina Stojanović Maryna Zanevska        | 2:6, 6:3, [10:5]  |
| 23. | 17. September 2017 | Québec                    | WTA International      | Teppich (Halle)   | Andrea Hlaváčková            | Bianca Andreescu Carson Branstine      | 6:3, 6:1          |
| 24. | 30. September 2017 | Taschkent                 | WTA International      | Hartplatz         | Andrea Hlaváčková            | Nao Hibino Oksana Kalaschnikowa        | 7:5, 6:4          |
| 25. | 20. Oktober 2017   | Moskau                    | WTA Premier            | Hartplatz         | Andrea Hlaváčková            | Nicole Melichar Anna Smith             | 6:2, 3:6, [10:3]  |
| 26. | 29. Oktober 2017   | Singapur                  | WTA Tour Championships | Hartplatz (Halle) | Andrea Hlaváčková            | Kiki Bertens Johanna Larsson           | 4:6, 6:4, [10:5]  |
| 27. | 26. Januar 2018    | Australian Open           | Grand Slam             | Hartplatz         | Kristina Mladenovic          | Jekaterina Makarowa Jelena Wesnina     | 6:4, 6:3          |
| 28. | 24. Juni 2018      | Birmingham                | WTA Premier            | Rasen             | Kristina Mladenovic          | Elise Mertens Demi Schuurs             | 4:6, 6:3, 10:8    |
| 29. | 28. Oktober 2018   | Singapur                  | WTA Tour Championships | Hartplatz (Halle) | Kristina Mladenovic          | Barbora Krejčíková Kateřina Siniaková  | 6:4, 7:5          |
| 30. | 28. April 2019     | Istanbul                  | WTA International      | Sand              | Kristina Mladenovic          | Alexa Guarachi Sabrina Santamaria      | 6:1, 6:0          |
| 31. | 9. Juni 2019       | French Open               | Grand Slam             | Sand              | Kristina Mladenovic          | Duan Yingying Zheng Saisai             | 6:2, 6:3          |
| 32. | 3. November 2019   | Shenzhen                  | WTA Tour Championships | Hartplatz (Halle) | Kristina Mladenovic          | Hsieh Su-wei Barbora Strýcová          | 6:1, 6:3          |
| 33. | 31. Januar 2020    | Australian Open           | Grand Slam             | Hartplatz         | Kristina Mladenovic          | Hsieh Su-wei Barbora Strýcová          | 6:2, 6:1          |
| 34. | 11. Oktober 2020   | French Open               | Grand Slam             | Sand              | Kristina Mladenovic          | Alexa Guarachi Desirae Krawczyk        | 6:4, 7:5          |
| 35. | 8. Mai 2022        | Bonita Springs            | ITF W100               | Sand              | Kristina Mladenovic          | Wolha Hawarzowa Katarzyna Kawa         | 6:4, 3:6, [10:7]  |
| 36. | 6. November 2022   | Barranquilla              | ITF W60                | Hartplatz         | Kateryna Wolodko             | Carolina Alves Walerija Strachowa      | 3:6, 7:5, [10:7]  |
| 37. | 11. Dezember 2022  | Dubai                     | ITF W100+H             | Hartplatz         | Kristina Mladenovic          | Kateryna Wolodko Magdalena Fręch       | 6:1, 6:3          |
| 38. | 12. August 2023    | San Bartolomé de Tirajana | ITF W100               | Sand              | Anna Bondár                  | Leyre Romero Gormaz Arantxa Rus        | 6:4, 3:6, [10:4]  |
| 39. | 10. Dezember 2023  | Dubai                     | ITF W100               | Hartplatz         | Wera Swonarjowa              | Olivia Nicholls Heather Watson         | 6:1, 2:6, [10:7]  |
| 40. | 21. April 2024     | Rouen                     | WTA 250                | Sand (Halle)      | Irina Chromatschowa          | Naiktha Bains Maia Lumsden             | 6:3, 6:4          |
| 41. | 2. Februar 2025    | Linz                      | WTA 500                | Hartplatz (Halle) | Luisa Stefani                | Ljudmyla Kitschenok Nadija Kitschenok  | 3:6, 7:5, [10:4]  |
| 42. | 24. Mai 2025       | Straßburg                 | WTA 500                | Sand              | Luisa Stefani                | Guo Hanyu Nicole Melichar-Martinez     | 6:3, 6:74, [10:7] |

## Abschneiden bei Grand-Slam-Turnieren

### Einzel
| Turnier         | 2011 | 2012 | 2013 | 2014 | 2015 | 2016 | 2017 | 2018 | 2019 | 2020 | 2021 | 2022 | 2023 | 2024 | Karriere |
| --------------- | ---- | ---- | ---- | ---- | ---- | ---- | ---- | ---- | ---- | ---- | ---- | ---- | ---- | ---- | -------- |
| Australian Open | —    | Q2   | 1    | 1    | 1    | 2    | 1    | 2    | 2    | 1    | 2    | —    | —    | Q1   | 2        |
| French Open     | —    | 1    | Q2   | Q3   | 1    | 2    | 1    | 1    | 1    | 1    | Q2   | —    | —    | Q2   | 2        |
| Wimbledon       | —    | 2    | 1    | 1    | 2    | 2    | 1    | 1    | Q1   |      | 1    | Q3   | Q1   | —    | 2        |
| US Open         | Q1   | 1    | 1    | 1    | 1    | 3    | 2    | 1    | 2    | 1    | —    | —    | Q2   | —    | 3        |

Zeichenerklärung: S = Turniersieg; F, HF, VF, AF = Einzug ins Finale / Halbfinale / Viertelfinale / Achtelfinale; 1, 2, 3 = Ausscheiden in der 1. / 2. / 3. Hauptrunde; Q1, Q2, Q3 = Ausscheiden in der 1. / 2. / 3. Qualifikationsrunde; nicht ausgetragen

### Doppel
Die Tabelle listet die Ergebnisse der Grand-Slam-Turniere, der Tour Championships, der Olympischen Spiele, des Fed Cups bzw Billie Jean King Cups und der Turniere folgender Kategorien auf: 1990–2008: Tier I, 2009–2020: Premier Mandatory und Premier 5, ab 2021: WTA 1000.
| Turnier              | 2012 | 2013 | 2014 | 2015 | 2016 | 2017 | 2018 | 2019 | 2020 | 2021 | 2022 | 2023 | 2024 | 2025 | Karriere |
| -------------------- | ---- | ---- | ---- | ---- | ---- | ---- | ---- | ---- | ---- | ---- | ---- | ---- | ---- | ---- | -------- |
| Australian Open      | —    | 1    | AF   | 2    | 2    | AF   | S    | F    | S    | —    | —    | 2    | 2    | AF   | 2 × S    |
| French Open          | 2    | 1    | 1    | 2    | AF   | 2    | VF   | S    | S    | 1    | —    | 2    | 1    | AF   | 2 × S    |
| Wimbledon            | 1    | 1    | F    | HF   | F    | AF   | VF   | HF   |      | 1    | —    | AF   | VF   | VF   | 2 × F    |
| US Open              | 1    | 2    | 1    | AF   | AF   | VF   | F    | VF   | AF   | —    | —    | 1    | 1    |      | 1 × F    |
| WTA Finals           | —    | —    | —    | RR   | VF   | S    | S    | S    |      | —    | —    | —    | —    |      | 3 × S    |
| Doha                 | —    | —    | —    |      | VF   |      | VF   |      | HF   |      | —    |      | 1    | 1    | 1 × HF   |
| Dubai                |      |      |      | S    |      | —    |      | AF   |      | HF   |      | AF   | AF   | 1    | 1 × S    |
| Indian Wells         | —    | —    | 1    | 1    | HF   | 1    | HF   | 1    |      | —    | —    | —    | —    | VF   | 2 × HF   |
| Miami                | —    | AF   | 1    | HF   | F    | AF   | 1    | 1    |      | AF   | —    | 1    | —    | AF   | 1 × F    |
| Rom                  | —    | —    | —    | S    | VF   | HF   | VF   | —    | AF   | —    | —    | VF   | —    | 1    | 1 × S    |
| Madrid               | —    | —    | —    | —    | VF   | F    | F    | —    |      | —    | —    | 1    | 1    | 1    | 2 × F    |
| Cincinnati           | —    | —    | F    | VF   | VF   | VF   | VF   | —    | —    | —    | —    | —    | 1    | AF   | 1 × F    |
| Kanada               | 1    | —    | 1    | —    | 1    | 1    | VF   | VF   |      | —    | —    | —    | 1    | AF   | 2 × VF   |
| Tokio                | —    | —    |      |      |      |      |      |      |      |      |      |      |      |      | —        |
| Wuhan                |      |      | —    | AF   | VF   | —    | VF   | —    |      |      |      |      | —    |      | 2 × VF   |
| Peking               | 1    | —    | —    | VF   | AF   | F    | VF   | VF   |      |      |      | —    | AF   |      | 1 × F    |
| Guadalajara          |      |      |      |      |      |      |      |      |      |      | —    | —    |      |      | —        |
| Olympische Spiele    | 1    |      |      |      | 1    |      |      |      | —    |      |      |      | —    |      | 2 × 1R   |
| Billie Jean King Cup | —    | —    | —    | —    | —    | —    | —    | —    | —    | —    | —    |      |      |      | —        |

Zeichenerklärung: S = Turniersieg; F, HF, VF, AF = Einzug ins Finale, Halb-, Viertel-, Achtelfinale; 1, 2, 3 = Ausscheiden in der 1., 2., 3. Haupt- / Finalrunde; Q1, Q2, Q3 = Ausscheiden in der 1., 2. 3. Qualifikationsrunde; KF (kleines Finale) = unterlegen im Spiel um Platz drei; RR = Round Robin (Gruppenphase); nicht ausgetragen oder andere Kategorie; PO (Playoff), P2 = Auf-/Abstiegsrunde zur Weltgruppe I/II im Fed Cup; W2, K1, K2, K3 = Teilnahme in der Weltgruppe II, Kontinentalgruppe I, II, III im Fed Cup.

### Mixed
| Turnier         | 2014 | 2015 | 2016 | 2017 | 2018 | 2019 | 2020 | 2021 | 2022 | 2023 | 2024 | 2025 | Karriere |
| --------------- | ---- | ---- | ---- | ---- | ---- | ---- | ---- | ---- | ---- | ---- | ---- | ---- | -------- |
| Australian Open | —    | 1    | —    | —    | F    | AF   | —    | —    | —    | —    | —    | AF   | F        |
| French Open     | HF   | VF   | —    | —    | 1    | AF   |      | —    | —    | —    | —    | 1    | HF       |
| Wimbledon       | AF   | F    | —    | —    | —    | —    |      | —    | —    | —    | —    | HF   | F        |
| US Open         | 1    | —    | AF   | VF   | —    | —    |      | —    | —    | —    | —    |      | VF       |

## Weltranglistenpositionen am Saisonende
| Jahr   | 2009 | 2010 | 2011 | 2012 | 2013 | 2014 | 2015 | 2016 | 2017 | 2018 | 2019 | 2020 | 2021 | 2022 | 2023 | 2024 |
| ------ | ---- | ---- | ---- | ---- | ---- | ---- | ---- | ---- | ---- | ---- | ---- | ---- | ---- | ---- | ---- | ---- |
| Einzel | 700  | 329  | 153  | 64   | 88   | 99   | 85   | 26   | 57   | 61   | 104  | 115  | 161  | 319  | 177  | 333  |
| Doppel | 671  | 406  | 145  | 90   | 45   | 21   | 11   | 15   | 7    | 3    | 3    | 4    | 25   | 92   | 63   | 55   |

## Auszeichnungen
- WTA Doppel-Team des Jahres – 2019 (zusammen mit Kristina Mladenovic)
- WTA Doppel-Team des Jahres – 2020 (zusammen mit Kristina Mladenovic)[4]